# Championnats d'Asie de VTT 2023
Navigation
Édition précédente Édition suivante
Les Championnats d'Asie de VTT 2023 ont lieu du 26 au 29 octobre 2023 à Thiruvananthapuram en Inde pour le cross country, le cross-country eliminator et la descente.

## Résultats

### Cross-country
| Épreuves               | Or              | Argent           | Bronze          |
| ---------------------- | --------------- | ---------------- | --------------- |
| Hommes élites          | Lyu Xianjing    | Yuan Jinwei      | Mi Jiujiang     |
| Hommes moins de 23 ans | Yegor Karassyov | Wang Zili        | Tatsumi Soejima |
| Hommes juniors         | Sho Takahashi   | John Andre Aguja | Ryoga Shimazaki |
| Femmes élites          | Li Hongfeng     | Ma Caixia        | Wu Zhifan       |
| Femmes moins de 23 ans | Lei Ying        | Ding Zhuo        | Dara Latifah    |
| Femmes juniors         | Aika Hiyoshi    | Thi Vang Ban     | Fatemeh Abbasi  |

### Cross-country eliminator
| Épreuves      | Or           | Argent      | Bronze                  |
| ------------- | ------------ | ----------- | ----------------------- |
| Hommes élites | Lyu Xianjing | Yuan Jinwei | Riyadh Hakim Bin Lukman |
| Femmes élites | Wu Zhifan    | Yang Maocuo | Tsai Ya Yu              |

### Descente
| Épreuves | Or                  | Argent            | Bronze                |
| -------- | ------------------- | ----------------- | --------------------- |
| Hommes   | Sheng Shan Chiang   | Methasit Boonsane | Rendy Varera Sanjaya  |
| Femmes   | Vipavee Deekaballes | Milatul Khaqimah  | Riska Amelia Agustina |